# اشبری، نیو ساوت ولز
اشبری (به انگلیسی: Ashbury) یک حومه شهر در استرالیا است که در نیو ساوت ولز واقع شده‌است.